# Gnötzendorf
Gnötzendorf ist ein Ortsteil der Stadt Pfreimd im Oberpfälzer Landkreis Schwandorf (Bayern).

## Geografie
Gnötzendorf liegt auf dem Nordostufer der Pfreimd an der Staatsstraße 2157 3,7 Kilometer nordöstlich der Ortschaft Pfreimd.

## Geschichte
Gnötzendorf (auch: Kneczendorf, Khüetzendorf, Knezendorf, Gnözendorf, Knötzendorf) wurde bereits im ältesten leuchtenbergischen Lehenbuch aus dem Ende des 14. Jahrhunderts genannt. Es gehörte zu dieser Zeit zur Veste Stein.
1524 verkaufte Mathes vom Stein (Sohn von Wilhelm vom Stein) den Zehent zu Gnötzendorf an den Ritter Georg von Prandt.
Ende des 16. Jahrhunderts wurde zweimal jährlich die Türkenhilfe erhoben. Gnötzendorf ist im Verzeichnis der Reichs- und Türkenhilfe von 1595 verzeichnet mit 2 Untertanen, 1 Herberger und einer Abgabe von 2 Gulden 23½ Kreuzer. Im Steuerbuch von 1630 wurden als zum leuchtenbergischen Lehen Stein gehörig in Gnötzendorf 2 Güter, 2 Höfe mit 8 Ochsen, 2 Pferden, 7 Kühen, 9 Rindern, 2 Kälbern, 2 Schweinen, 7 Frischlingen, 2 Bienenstöcken und einer Steuer von 9 Gulden 58¾ Kreuzer verzeichnet.
Im Jahre 1755 verkauften Aloys Bonaventura Graf von Kreuth und dessen Frau Maria Franziska den Besitz auf Stein für 22000 Gulden an den Regierungsrat und Obmann der Judenschaft in Sulzbach, Joseph Ignati Corbinian von Korb und dessen Ehefrau Maria Catharina Francisca, geborene von Haan. 1756 wurde bei der Immission von Korbs ein neues Salbuch erstellt. In diesem Salbuch war Gnötzendorf mit 4 Allodialuntertanen aufgeführt. Im Herdstättenbuch von 1721 erschien Gnötzendorf mit 4 Anwesen, 4 Häusern und 4 Feuerstätten. Im Herdstättenbuch von 1762 mit 4 Herdstätten, 3 Inwohner. 1808 gab es in Gnötzendorf 4 Anwesen.
1809 gehörte Gnötzendorf zum Patrimonialgericht Stein. Zum Patrimonialgericht Stein gehörten die geschlossenen Gutsbezirke Stein und Gnötzendorf mit 45 Gerichtshintersassen, und die mit fremder Gerichtsbarkeit vermischten Orte Brensdorf, Köttlitz, Löffelsberg, Obersteinbach und Rappenberg mit insgesamt 10 Gerichtshintersassen. 1819 war Anton Kutzer Gerichtshalter. 1824 wurde die Gerichtsbarkeit eingezogen und die Gerichtsholden fielen an das Landgericht Nabburg.
1808 begann in Folge des Organischen Ediktes des Innenministers Maximilian von Montgelas in Bayern die Bildung von Gemeinden. Dabei wurde das Landgericht Nabburg zunächst in landgerichtische Obmannschaften geteilt. Gnötzendorf kam zur Obmannschaft Hohentreswitz. Zur Obmannschaft Hohentreswitz gehörten: Hohentreswitz, Söllitz, Stein, Gnötzendorf, Oberpfreimd, Weihern, Rappenberg, Löffelsberg, Aspachmühle, Stelzlmühle und die „Stadt Pfreimd mit den unmittelbar ämtischen Untertanen“.
Dann wurden 1811 in Bayern Steuerdistrikte gebildet. Dabei kam Gnötzendorf zum Steuerdistrikt Stein. Der Steuerdistrikt Stein bestand aus den beiden Dörfern Stein und Oberpfreimd, dem Weiler Gnötzendorf, der gutsherrlichen Waldung von Stein, genannt der Pfreimderschlag, und der zum Gut Weihern gehörenden Waldung, genannt Boden und Dobmeier Holz. Er hatte 48 Häuser, 339 Seelen, 200 Morgen Äcker, 50 Morgen Wiesen, 150 Morgen Holz, 18 Morgen öde Gründe und Wege, 38 Ochsen, 36 Kühe, 20 Stück Jungvieh, 36 Schafe und 36 Schweine.
Schließlich wurde 1818 mit dem Zweiten Gemeindeedikt die übertriebene Zentralisierung weitgehend rückgängig gemacht und es wurden relativ selbständige Landgemeinden mit eigenem Vermögen gebildet, über das sie frei verfügen konnten. Hierbei kam Gnötzendorf zur Ruralgemeinde Stein. Die Gemeinde Stein bestand aus den Ortschaften Stein mit 38 Familien und Gnötzendorf mit 4 Familien. Die Gemeinde Stein wurde 1972 in die Gemeinde Pfreimd eingegliedert.
Gnötzendorf gehört zur Pfarrei Weihern. 1997 hatte Gnötzendorf 33 Katholiken.

## Einwohnerentwicklung ab 1819
| Jahr | Einwohner  | Gebäude |
| ---- | ---------- | ------- |
| 1819 | 4 Familien | k. A.   |
| 1828 | 23         | 4       |
| 1838 | 28         | 4       |
| 1864 | 37         | 21      |
| 1875 | 27         | 11      |
| 1885 | 31         | 4       |
| 1900 | 30         | 4       |
| 1913 | 55         | 4       |

| Jahr | Einwohner | Gebäude |
| ---- | --------- | ------- |
| 1925 | 34        | 4       |
| 1950 | 24        | 4       |
| 1961 | 20        | 4       |
| 1964 | 20        | 4       |
| 1970 | 24        | k. A.   |
| 1987 | 31        | 4       |
| 2011 | 20        | k. A.   |

## Tourismus
Durch Gnötzendorf führt der Pfreimdtal-Radweg.